# Henri Testelin
Henri Testelin (Parijs, 1616 - Den Haag, 1695) was een Frans kunstschilder.
Henri Testelin, zoon van Louis Testelin, maakte verschillende portretten van Lodewijk XIVe, van belangrijke personage en gebeurtenissen aan het Franse hof. Verschillende werken bevinden zich in het paleis van Versailles. Zijn portretten, zoals dat van de jonge Lodewijk XIV gemaakt omstreeks 1664, vertonen de invloed van Jean Nocret en Charles Le Brun.
Hij was secretaris van de Académie Royale vanaf 1650 en professor vanaf 1656. In 1680 publiceerde hij een studieboek voor de leerlingen van de koninklijke kunstacademie. Hierin zette hij de leer van de academie en de kunsttheorie, welke Le Brun had opgezet, uiteen.
Op 10 oktober 1681 traden Testelin, Samuel Bernard, Louis Ferdinand, Mathieu Lespagnandelle en Jacques Rousseau uit de kunstacademie vanwege hun protestantse geloof. Hij verliet Frankrijk en vestigde zich in Nederland.

## Werken van Testelin

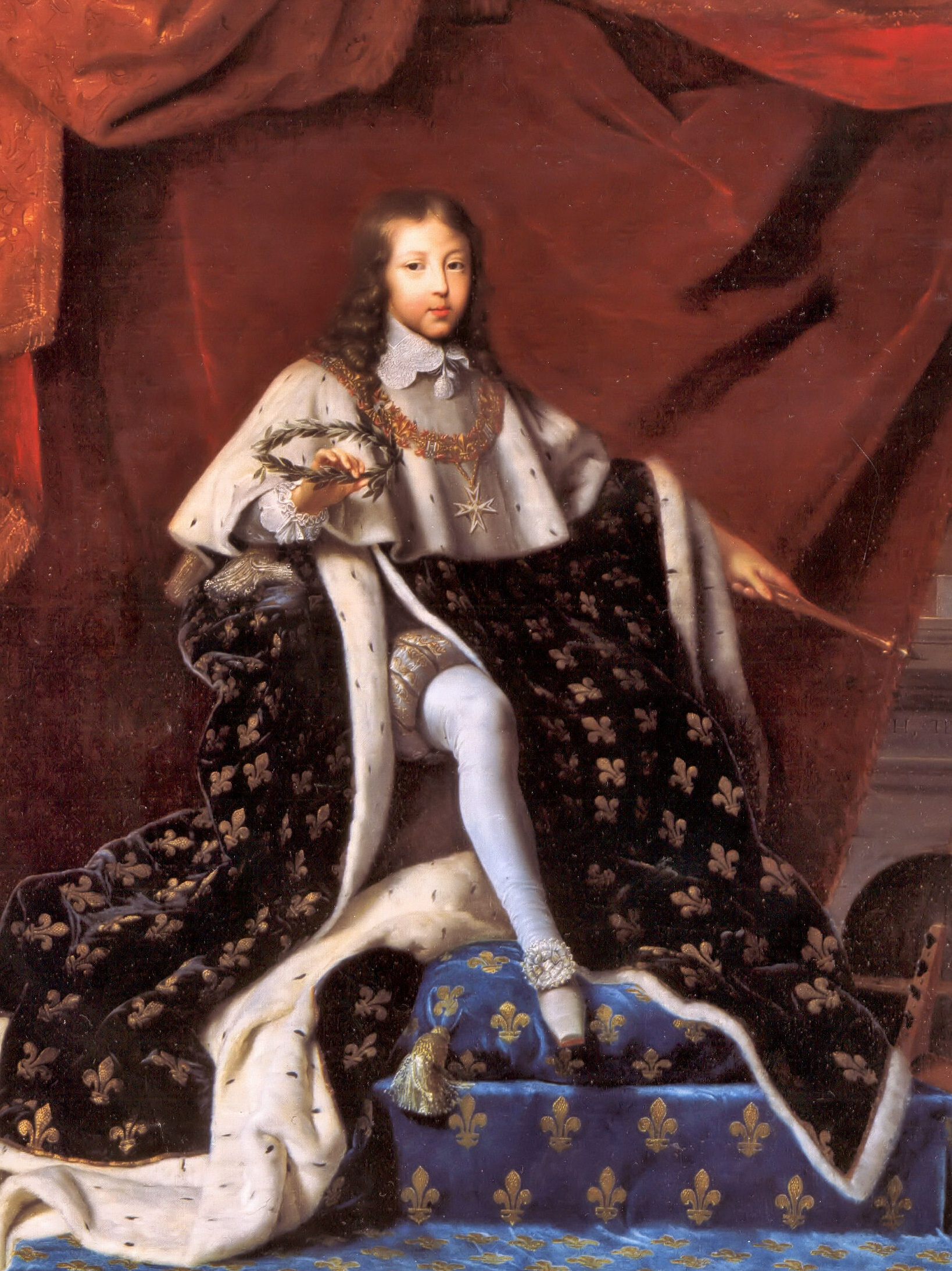
Lodewijk XIV (10 jaar) (ca. 1664)
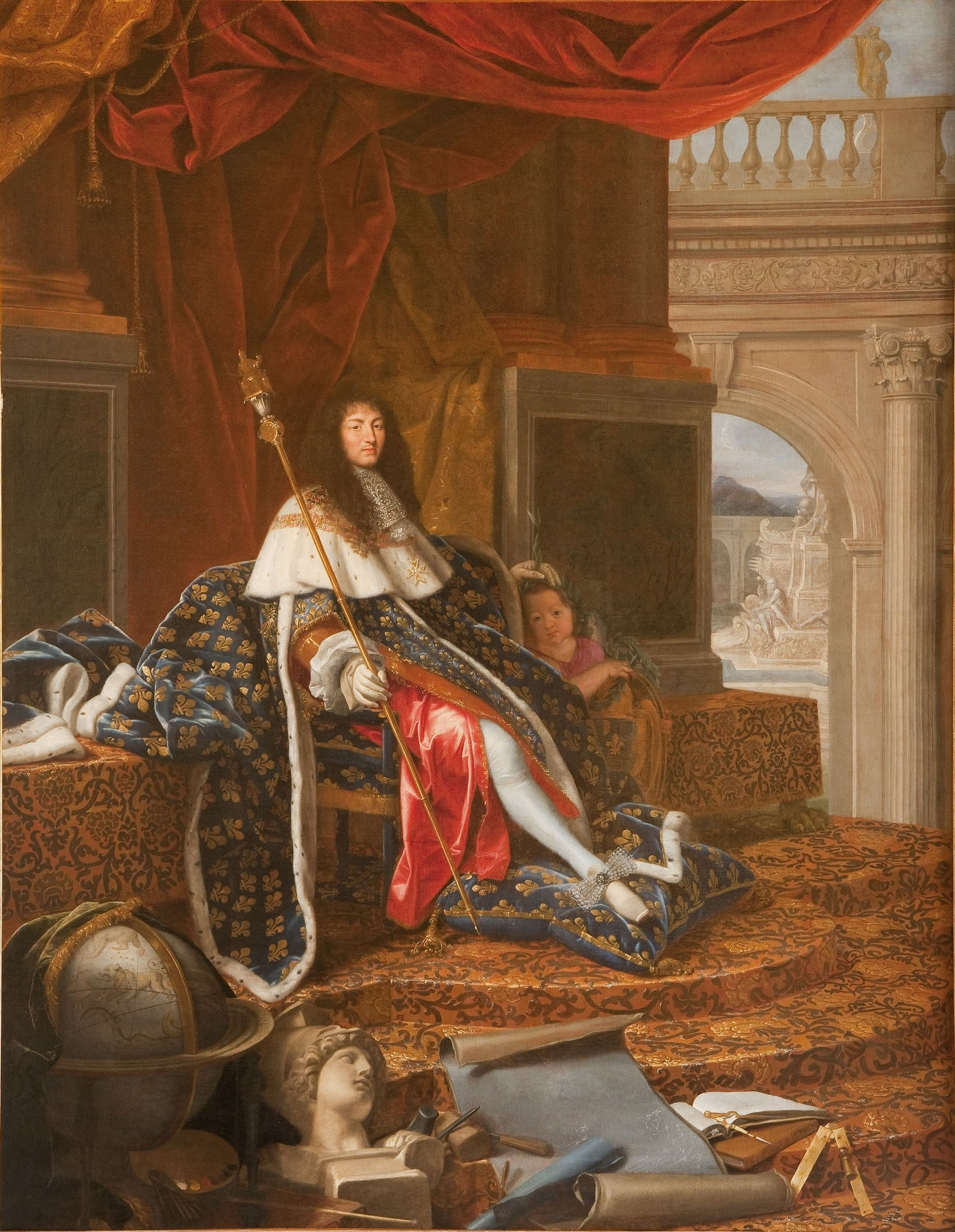
Lodewijk XIV (1668)
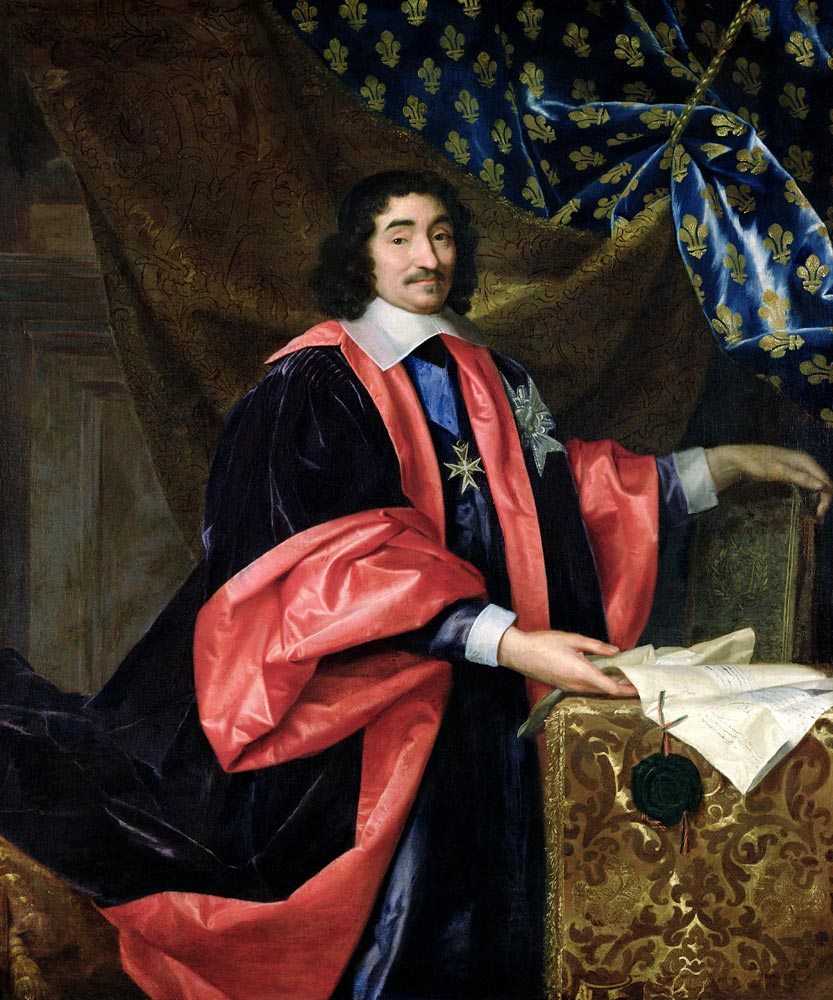
Pierre Seguier (ca. 1668)
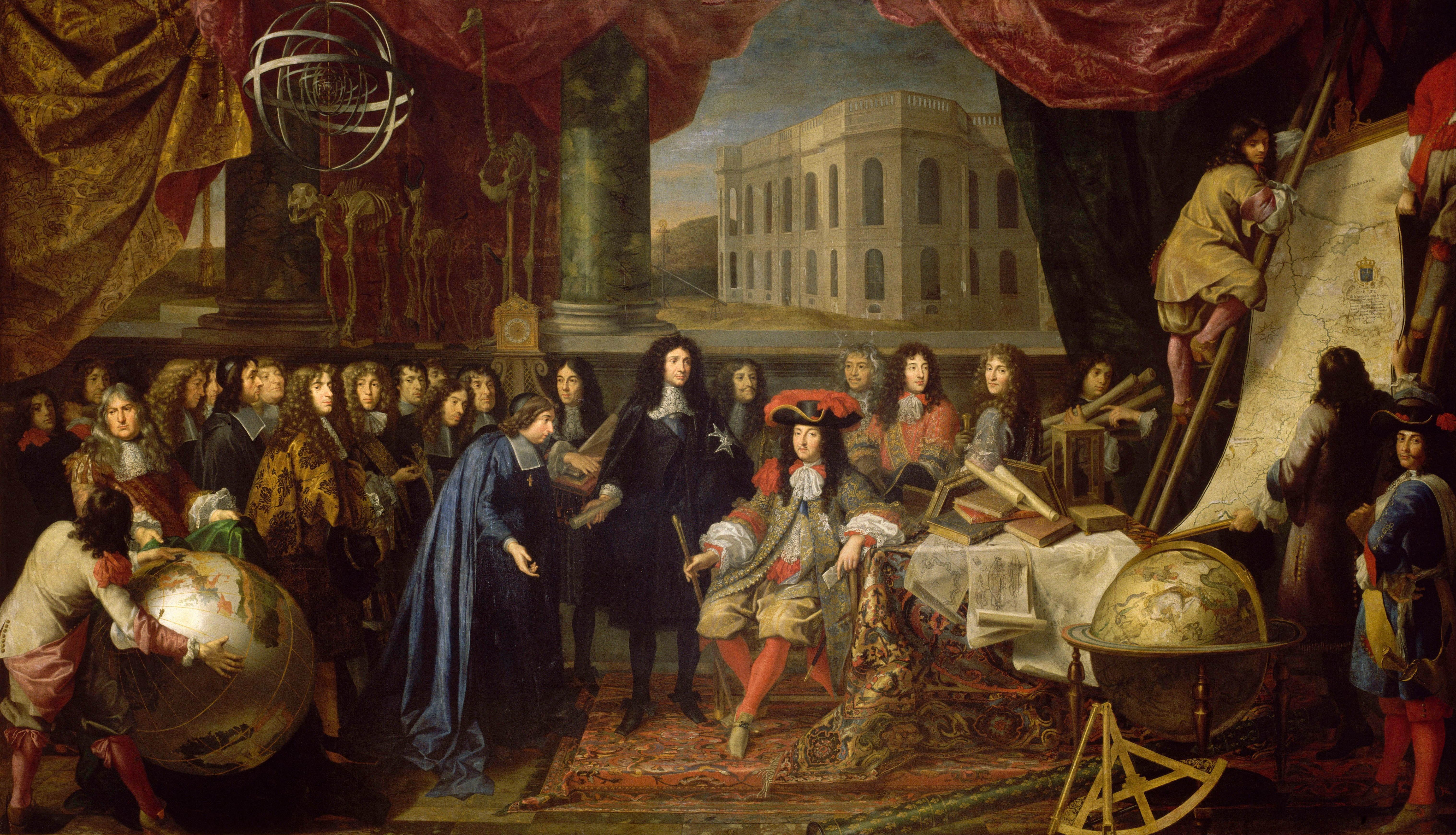
Oprichting van de academie der wetenschappen en de sterrenwacht 1666 (ca. 1675)

- Biblioteca Nacional de España: XX1619064
- Bibliothèque nationale de France: cb12332314k (data)
- Biografisch Portaal: 44145609
- Gemeinsame Normdatei: 104045043
- International Standard Name Identifier: 0000 0000 8084 166X
- Library of Congress Control Number: no91023141
- Nationale Bibliotheek van Israël: 987007347159405171
- Nederlandse Thesaurus van Auteursnamen: 250103397
- RKD-Nederlands Instituut voor Kunstgeschiedenis: 76906
- Istituto Centrale per il Catalogo Unico: VEAV029488
- Système universitaire de documentation: 091995485
- Union List of Artist Names: 500032083
- Virtual International Authority File: 5002555
- WorldCat: E39PBJxcWvXqXcKpxDXJX98wG3